# 圣雷米德蒙
圣雷米德蒙（法語：Saint-Rémy-des-Monts，法語發音：[sɛ̃ ʁemi de mɔ̃]）是法国萨尔特省的一个市镇，属于马梅尔斯区。

## 地理
圣雷米德蒙（48°18'31"N, 0°24'2"E）面积10.12 平方千米，位于法国卢瓦尔河地区大区萨尔特省，该省份为法国西北部内陆省份，北起顺时针与奥恩省、厄尔-卢瓦省、卢瓦-谢尔省、安德尔-卢瓦尔省、曼恩-卢瓦尔省和马耶讷省接壤，是法国大西部的入口，连接卢瓦尔河谷、布列塔尼和巴黎盆地。
与圣雷米德蒙接壤的市镇（或旧市镇、城区）包括：奥里尼勒鲁、科梅尔韦伊、马梅尔斯、皮雪、圣隆吉、圣皮埃尔德索尔姆、圣樊尚德普雷。

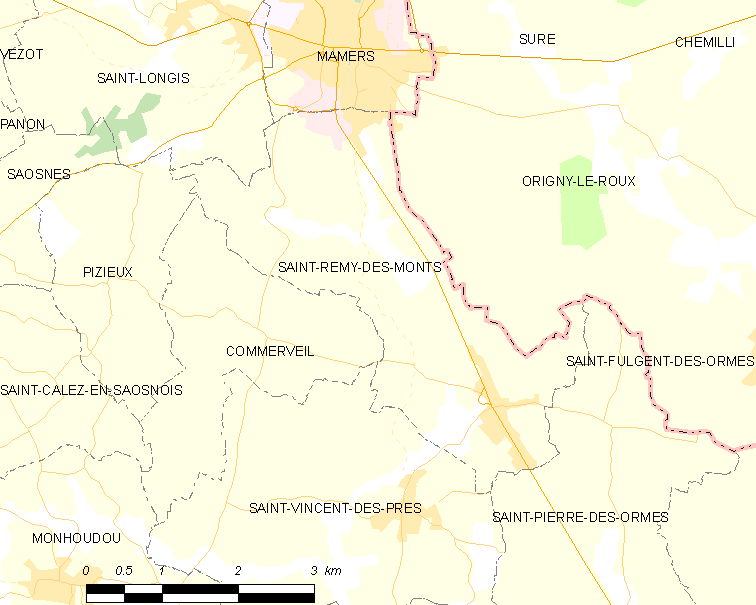
圣雷米德蒙的OSM定位图

圣雷米德蒙的时区为UTC+01:00、UTC+02:00（夏令时）。

## 行政
圣雷米德蒙的邮政编码为72600，INSEE市镇编码为72316。

## 政治
圣雷米德蒙所属的省级选区为马梅尔斯县。

## 人口

1962-2008年间圣雷米德蒙人口变化图示

圣雷米德蒙于2022年1月1日时的人口数量为705人。